# Buddy Rogers
Buddy Rogers, pseudonimo di Herman Gustav Rohde (Camden, 20 febbraio 1921 – Fort Lauderdale, 26 giugno 1992), è stato un wrestler statunitense di origini tedesche.
Fu una delle prime grandi star all'inizio dell'epopea televisiva del wrestling negli Stati Uniti. Legò il suo nome alla National Wrestling Alliance ed alla World Wrestling Federation, nella quale combatté in tre diversi momenti della sua vita e dove terminò la sua carriera in seguito alla rottura del bacino nel corso di uno degli incontri sporadici che sosteneva.
Il suo soprannome, "The Nature Boy", fu poi adottato da Ric Flair, il quale dopo averlo battuto si ispirò a Rogers anche nel look e nello stile di combattimento.
Buddy Rogers viene ricordato per essere il primo WWE Champion di sempre (la cronaca dell'epoca e la stessa WWE di allora, la WWWF, dichiaravano vincitore Buddy Rogers di un torneo disputatosi a Rio de Janeiro battendo in finale Antonino Rocca, ma in realtà viene nominato primo campione della WWWF quando essa si separò dalla NWA di cui Rogers era campione). Si tratta del primo lottatore di sempre ad aver vinto almeno una volta l'NWA World Heavyweight Championship e il WWE Championship (record che reggerà per quasi 30 anni quando nell'impresa riuscirà anche Ric Flair a Royal Rumble 1992) e per essere l'ideatore di una delle più note mosse di sottomissione, la Figure Four Leg Lock.

## Carriera

### Inizi e National Wrestling Alliance (1939–1963)
Figlio di immigrati tedeschi, Rogers prestava servizio come agente di polizia a New Jersey prima di essere scoperto da un promoter locale e diventare in breve tempo un wrestler di punta nei pressi della sua città natale dove ottenne i suoi primi maggiori successi in match contro Ed "Strangler" Lewis.
Proseguì la carriera a Houston, dove assunse il nome d'arte di "Buddy Rogers". In questo periodo vinse i suoi primi titoli aggiudicandosi per ben quattro volte il Texas Heavyweight title, e sconfiggendo, in una di queste occasioni il grande Lou Thesz, dando inizio ad un lungo feud fuori e dentro il ring. Dopo aver lasciato il Texas per l'Ohio, Rogers diede il ritocco finale alle caratteristiche di quello che sarebbe stato il suo personaggio. Si tinse i capelli biondo platino ed iniziò ad utilizzare il soprannome "Nature Boy", datogli dal promoter Jack Pfefer. Nei primi anni cinquanta, Lillian Ellison (Slave Girl Moolah) lavorò come sua valletta (o meglio come "slave girl", letteralmente "ragazza schiava"). La Ellison affermò in seguito che la loro collaborazione terminò quando Rogers cercò di avere una relazione sessuale con lei, che ella rifiutò categoricamente.
Con l'avvento della televisione, la presenza scenica e l'aspetto di Rogers, dotato di un gran fisico per l'epoca e di un carisma impressionante come "heel" capace di far infuriare letteralmente il pubblico, decretò il suo successo finale. Il primo segno dell'impatto di Rogers sul pubblico si ebbe nella federazione locale di St. Louis, Missouri di Sam Muchnick, dove i suoi ripetuti scontri con Lou Thesz terminarono in un sostanziale pareggio. Alla fine, la federazione di Muchnick, divenne importante a livello nazionale grazie proprio alla presenza delle sue principali star: Buddy Rogers e Thesz. Il prossimo passo di Rogers fu quello di firmare per la Capitol Wrestling Corporation detenuta da Vincent J. McMahon.
Nel 1961, la National Wrestling Alliance lo portò a vincere il NWA World Heavyweight Champion. Il 30 giugno 1961, Pat O'Connor perse il titolo a favore di Rogers davanti ad un pubblico record per i tempi di 38.622 fan a Comiskey Park. L'incasso complessivo ottenuto, pari a 148.000 dollari circa, rimase un record imbattuto nel wrestling per circa 20 anni. Il match, venne sponsorizzato come il "Match del secolo".
Il 18 ottobre 1962, il wrestler afroamericano Bobo Brazil entrò nella storia diventando il primo campione di colore a vincere la cintura NWA World Heavyweight Championship battendo Rogers (ma questo primato viene attualmente ufficialmente riconosciuto a Ron Simmons, e non a Brazil, essendo stato Simmons il primo campione mondiale di colore a vincere il WCW World Heavyweight Championship nel 1992). Anche se Brazil inizialmente rifiutò il titolo (poiché Rogers aveva affermato di aver perso la cintura a causa di un "infortunio"), Bobo venne premiato con il titolo il giorno successivo dopo che i medici avevano dichiarato "completamente sano" Rogers. Tuttavia, il regno di campione di Brazil non venne ufficialmente riconosciuto dalla NWA, e il titolo ripassò a Rogers come se niente fosse.
Il regno da campione ebbe fine il 24 gennaio 1963, per mano del rivale Thesz, in un match che si svolse a Toronto in Canada. Rogers era recalcitrante a cedere il titolo, cosa che era stata già prestabilita dalla direzione, ma alla fine tutto si svolse secondo copione e Thesz vinse la cintura.
Durante questo periodo Rogers detenne anche la cintura di U.S. Tag Team Championship in coppia con Handsome Johnny Barend. I due vinsero il titolo nel 1962 a Washington, D.C., battendo Johnny Valentine e Arnold Skaaland. Rogers e Barend difesero le cinture contro Valentine & Ellis in un rematch al Madison Square Garden, e furono campioni fino alla primavera del 1963, quando furono sconfitti da Killer Buddy Austin & The Great Scott. Dopo poco Rogers e Barend si separarono ed iniziarono un feud tra di loro, ma si riunirono in tempo per sconfiggere Bruno Sammartino & Bobo Brazil in un match tenutosi al Madison Square Garden nell'estate 1963.
Durante il breve feud con Barend, Rogers fece spesso coppia con un wrestler mascherato chiamato "The Shadow" (il veterano Clyde Steeves). Prima del regno di campione con Barend, Rogers frequentemente combatteva in coppia con Bob Orton sr.

### World Wide Wrestling Federation (1963-1969)
Quando McMahon Sr. e Toots Mondt uscirono dalla NWA per formare la World Wide Wrestling Federation, decisero di puntare su Rogers come uomo di punta della neonata federazione. Il promoter Willie Gilzenberg, primo "Presidente"  WWWF apparve in TV a Washington nell'aprile 1963, affermando che il match svoltosi in Canada tra Thesz e Rogers, in cui quest'ultimo aveva perso la cintura, non era in realtà un incontro con il titolo in palio, e ridiede indietro la cintura a Buddy Rogers, facendolo così diventare il primo campione mondiale WWWF a tutti gli effetti. Secondo alcune fonti non confermate, Rogers sconfisse Antonino Rocca nella finale di un torneo indetto per proclamare il primo Campione WWWF, ma non è ben chiaro se questo torneo svoltosi a Rio de Janeiro e di cui non esistono testimonianze filmate, abbia mai avuto realmente luogo. Il regno da campione di Rogers venne però stroncato sul nascere da un attacco cardiaco che minò fortemente la sua resistenza fisica. In breve tempo perse il titolo contro Bruno Sammartino il 17 maggio del 1963, in un incontro durato appena 48 secondi. La leggenda vuole che Mondt letteralmente strappò dal letto d'ospedale Rogers forzandolo a difendere il titolo contro Sammartino, anche se non era chiaramente in condizione di combattere. Diversamente Sammartino affermò che Rogers non era affatto malato, ma solo che non voleva perdere il titolo, e quando gli fu ordinato di farlo, volle che tutta la faccenda si sbrigasse nel più breve tempo possibile.
Dopo la perdita del titolo, Rogers rimase una star di primo piano, nell'attesa di un rematch contro Sammartino. Sconfisse Hans "The Great" Mortier in meno di un minuto facendolo cedere per dolore con la Figure-4, e in coppia con Handsome Johnny Barend affrontò Sammartino e Bobo Brazil, effettuando proprio lo schienamento decisivo su Sammartino per la vittoria finale.
La rivincita tra i due si sarebbe dovuta tenere il 4 ottobre 1963, al Roosevelt Stadium di Jersey City, ma inspiegabilmente venne annunciato che Rogers si ritirava, e Gorilla Monsoon, che aveva vinto in precedenza un torneo, lo sostituì come sfidante al titolo. In seguito Rogers combatté solo sporadicamente in federazioni locali della zona di Detroit e Montréal. Nel 1968, apparve per breve tempo in una federazione minore dell'Ohio, la Wrestling Show Classics.

### Jim Crockett Promotions e WWF (1978–1984)
Nel 1978, Rogers tornò inaspettatamente al wrestling per la Jim Crockett Promotions dove interpretò il ruolo del manager cattivo di wrestler come Jimmy Snuka, Ken Patera, Gene Anderson, e Big John Studd. Il momento più importante di questo periodo fu il feud con il nuovo "Nature Boy", Ric Flair. Lo scontro tra i due culminò nella cosiddetta "Battaglia dei Nature Boys". Il 9 luglio 1978, Ric Flair sconfisse Rogers acquisendo definitivamente il diritto di adottare ufficialmente il soprannome.
All'inizio degli anni ottanta, tornò nella World Wrestling Federation dove interpretò invece il ruolo di manager buono e lottò anche in due match di coppia insieme a Jimmy Snuka, inoltre teneva la rubrica "Rogers' Corner" dove intervistava i lottatori. Continuò ad appartire sporadicamente in WWF fino al 1984, quando si ritirò definitivamente.

### Ultimi anni e morte
Fu convinto a tornare a combattere per lottare contro un altro "Nature Boy", questa volta Buddy Landel, in un match organizzato dalla Tri-State Wrestling Alliance a inizio 1992, ma la federazione chiuse e il match non si fece. Successivamente, ebbe tre infarti a poca distanza l'uno dall'altro, di cui due nello stesso giorno. Richiese espressamente di non attaccarlo a macchine per il supporto vitale e morì il 26 giugno 1992 all'età di 71 anni. È stato sepolto nel Forest Lawn Memorial Gardens North di Pompano Beach.
Nel 1994, è stato introdotto postumo nella WWF Hall of Fame.

## Personaggio

### Mossa finale
- Figure-4 leglock[1]

### Manager
- Slave Girl Moolah

## Titoli e riconoscimenti
- American Wrestling Association
  - AWA Eastern States Heavyweight Championship (1)
  - AWA World Heavyweight Championship (Ohio version) (3)
- Midwest Wrestling Association
  - MWA Ohio Tag Team Championship (4) – con Great Scott (3) e Juan Sebastian (1)
- Montreal Athletic Commission
  - World Heavyweight Championship (Montreal version) (3)
- National Wrestling Alliance
  - NWA World Heavyweight Championship (1)[1]
  - NWA United States Tag Team Championship (2) – con Johnny Barend (1) e Johnny Valentine (1)[1]
  - NWA United States Heavyweight Championship (Detroit version) (1)
  - NWA Mid-America Heavyweight Championship (1)
  - NWA World Tag Team Championship (San Francisco version) (1) – con Ronnie Etchison
  - NWA North American Heavyweight Championship (Amarillo version) (1)
- Pro Wrestling Illustrated
  - Stanley Weston Award (1990)
- Professional Wrestling Hall of Fame and Museum
  - Classe del 2002
- Southwest Sports Inc.
  - NWA Texas Heavyweight Championship (1)
  - Texas Heavyweight Championship (4)
  - Texas Tag Team Championship (1) – con Otto Kuss
- World Wide Wrestling Federation/World Wrestling Federation
  - WWWF United States Tag Team Championship (2) – con Johnny Valentine (1) e Johnny Barend (1)
  - WWWF World Heavyweight Championship (1)[1]
  - WWF Hall of Fame (classe del 1994)[1]
- Wrestling Observer Newsletter
  - Wrestling Observer Newsletter Hall of Fame (classe del 1996)
- Altri titoli
  - Maryland Eastern Heavyweight Championship (3)
  - World Heavyweight Championship (Jack Pfeffer version) (5)
  - NWA Hall of Fame (2010)